# Hans Schließmann

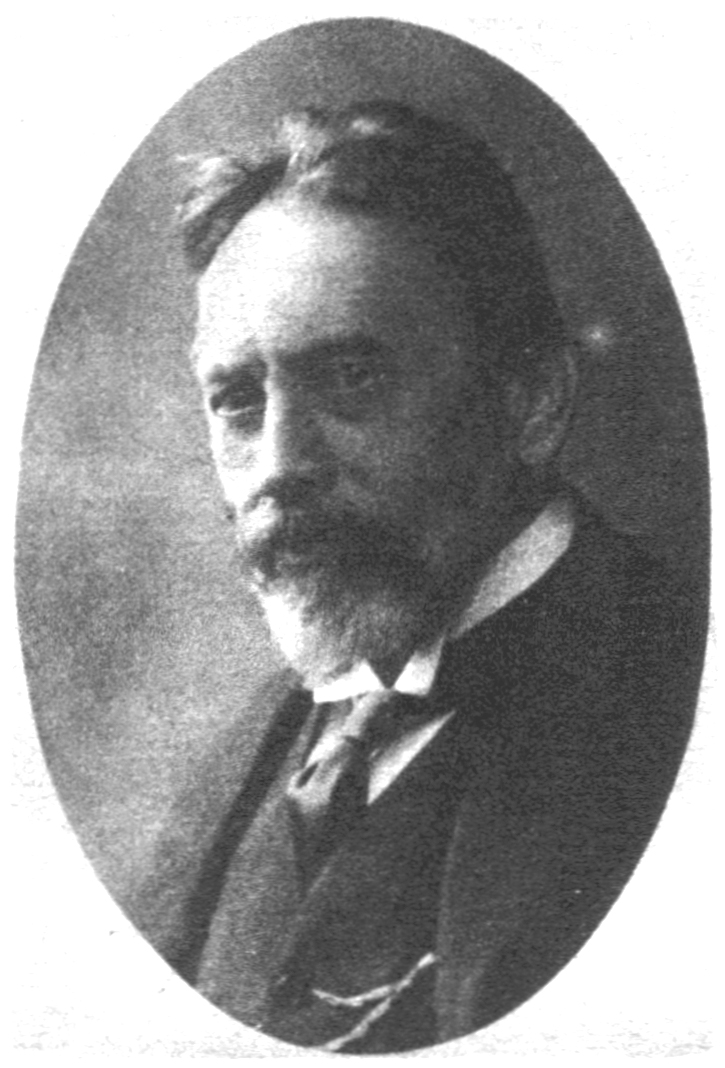
Hans Schließmann

Hans Schließmann (* 6. Februar 1852 in Mainz; † 14. Februar 1920 in Wien) war ein österreichischer Zeichner und Karikaturist.

## Leben
Hans Schließmann kam schon als Kind nach Österreich (1857). 1866 wurde er Volontär in der Xylographischen Anstalt Waldheim. Ab 1874 war er Mitarbeiter bei den Humoristischen Blättern und ab 1880 bei der satirischen Zeitschrift Kikeriki. Zwischen 1881 und 1890 arbeitete er für die Wochenzeitung Wiener Luft, später dann nur mehr für die Münchener Fliegenden Blätter.
Hans Schließmann wurde auf dem Hietzinger Friedhof in einem ehrenhalber gewidmeten Grab (Gruppe 49, Nummer 123) bestattet.
1923 benannte man die Schließmanngasse in Wien-Hietzing nach ihm.

## Werk
Obwohl Schließmann keine akademische Ausbildung besaß, war er ein beliebter Zeichner und auch Karikaturist des Wiener Volkslebens. Seine bevorzugten Typen waren Musiker, Sportler und Militärs. Neben seinen Arbeiten für diverse Zeitschriften stellte er in dem Wien und Niederösterreich betreffenden Band der Österreichischen Monarchie in Wort und Bild (1886) das Wiener Volksleben dar.
- Schließmann-Album. Waldheim, Wien 1890.
- Eduard Pötzl: Wiener Schattenbilder. Mohr, Wien 1892.
- Musikgeschichte Wiens. Schattenbilder mit einem satirischen Text. Aufgeführt im Kabarett Nachtlicht, 1907.
- Karl Rieger, Moritz Habernal, Heinrich Kolar: Erstes Lesebuch für Stadtschulen. Mit Bildern von Hans Schließmann. K. k. Schulbücherverlag, Wien 1909.
- Dirigenten von gestern und heute. Gerlach & Wiedling, Wien 1928.
- Konzertierende Frauen in Wiener Musiksälen. Charlotte Schließmann, Wien 1930.